# Système D
Das Système D [sistɛmˈde] ist ein französischer Ausdruck, der einen unkonventionellen Umgang mit Problemen bezeichnet; ähnlich dem deutschen „Trick 17“ oder dem schweizerischen "Trick 77".
Das D in Système D steht angeblich für den Begriff débrouiller (franz. sich behelfen, entwirren, zurechtkommen; man vergleiche im Deutschen Bredouille), das im Volksmund auch mit se démerder (franz. sich durchschlagen, wörtlich sich aus der Scheiße ziehen) umschrieben wird und – salopp gesagt – so viel heißt wie sich aus der Affäre bzw. Schlinge ziehen.
Einer anderen Meinung nach steht das D in Système D eher für den Deskriptor de, das in etwa von oder des/der bedeutet:
- système d’exploitation (das Betriebssystem)
- système d’alimentation (das Stromversorgungssystem)
- système d’éducation (das Bildungssystem)

Das Système D ist in diesem Zusammenhang also eine Art Adapter, dem je nach Problemlage eine bestimmte Institution (wie bei Problemen mit dem Stromversorger = alimentation usw.) angefügt werden kann (rhetorisch gesehen).
Beim Système D wird mitunter manchmal hart an der Grenze zum Illegitimen gehandelt.